# Treubiomyces
Treubiomyces es un género de hongos en la familia Chaetothyriaceae.